# Chapelle Sainte-Anne de La Baule-Escoublac
Pour les articles homonymes, voir Sainte-Anne.
La chapelle Sainte-Anne, autrefois appelée Notre-Dame-des-Flots, est une ancienne chapelle française située sur une dune surplombant la place du Maréchal-Leclerc, à La Baule-Escoublac dans le département français de la Loire-Atlantique.
La chapelle a été reconvertie en salle d'exposition depuis 1989.

## Histoire
En 1880, la société civile immobilière Hennecart-Darlu construit un nouveau quartier résidentiel sur une frange de terrains sablonneux situés à moins de 400 mètres du rivage de la baie du Pouliguen.
La chapelle Notre-Dame-des-Flots, qui doit être implantée au cœur de ce quartier d'environ mille résidents, est dessinée par l'architecte Georges Lafont.
L'édifice est de style néo-roman.

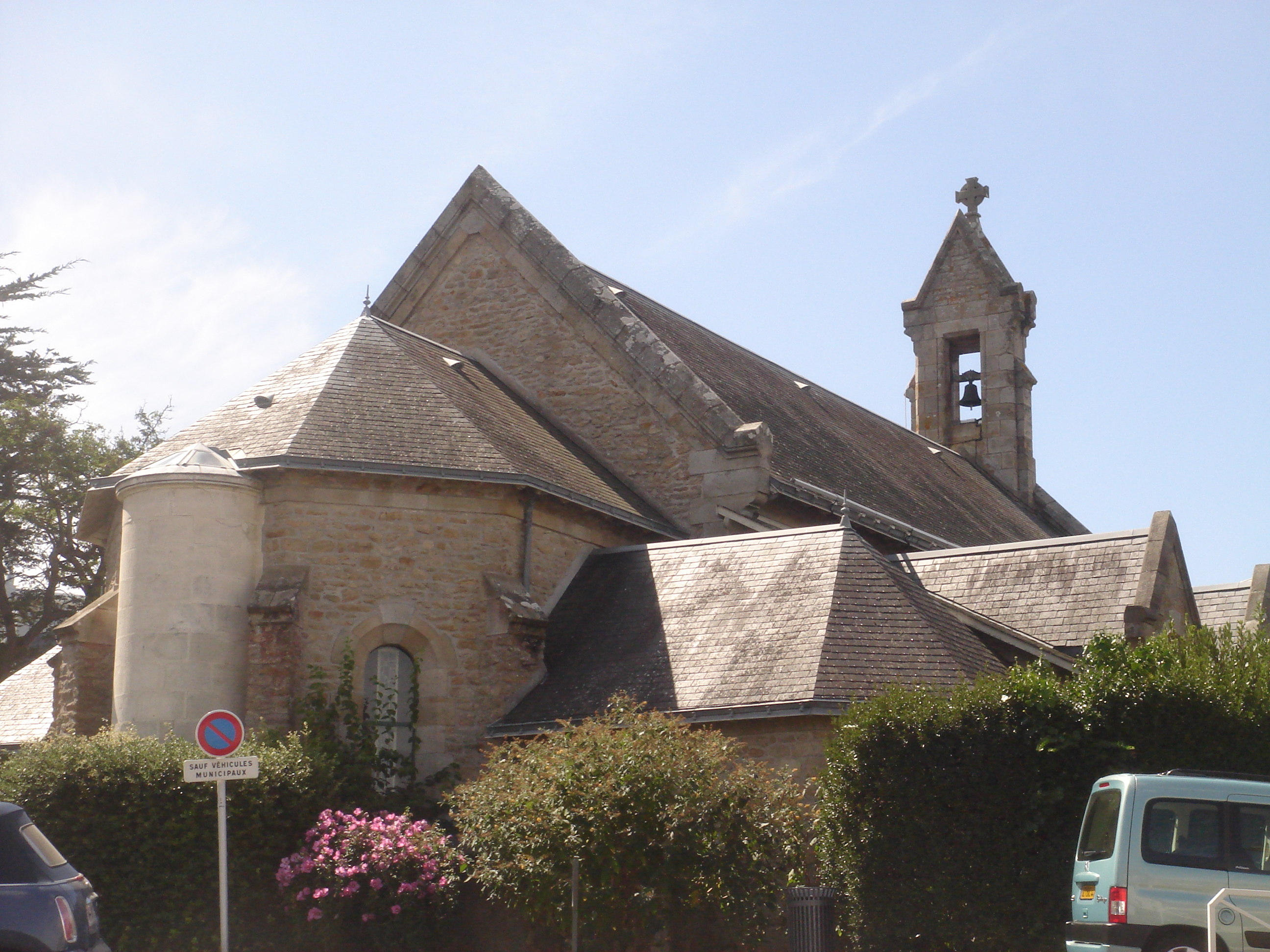
Vue arrière

L'association syndicale des propriétaires de La Baule en devient propriétaire le 26 décembre 1902. La population du quartier avoisinant quatre mille personnes en période estivale, il devient nécessaire d'agrandir l'édifice. C'est ainsi que les deux nefs latérales sont érigées en 1903, puis le presbytère.
L'entrée principale est alors ornée d'une fresque représentant Notre-Dame des Flots, debout sur une dune, le regard tourné vers l'océan, en direction d'un voilier voguant au loin.
Par la suite, pour faire face à l'accroissement incessant de la population, des projets d'agrandissements sont menés en 1915, puis en 1925 par l'architecte Bourgouin, mais finalement abandonnés au profit d'un projet plus ambitieux : la construction de l'église Notre-Dame, environ 500 mètres plus à l'ouest.
Le 20 avril 1927, la chapelle et le presbytère sont vendus par l'association syndicale à l'association diocésaine de Nantes.
Pendant l'Occupation allemande, les écoles de la commune de La Baule-Escoublac sont réquisitionnées et la chapelle sert de salle de classe.
Pendant plusieurs décennies, la chapelle n'est utilisée que très occasionnellement : de rares messes y sont célébrées, des processions de Fête-Dieu ou des pardons bretons.
La cloche de la chapelle, non-entretenue et devenue dangereuse, est décrochée.
La commune  de La Baule-Escoublac  finit par acquérir la chapelle le 9 novembre 1981.

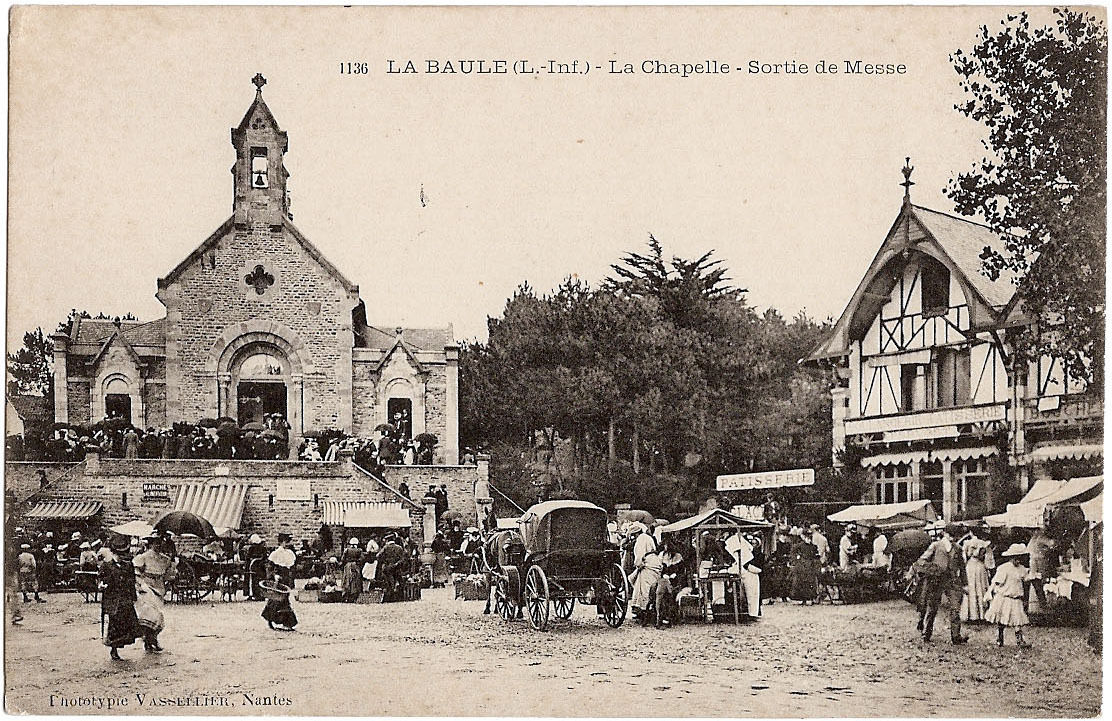
Sortie de messe en 1910
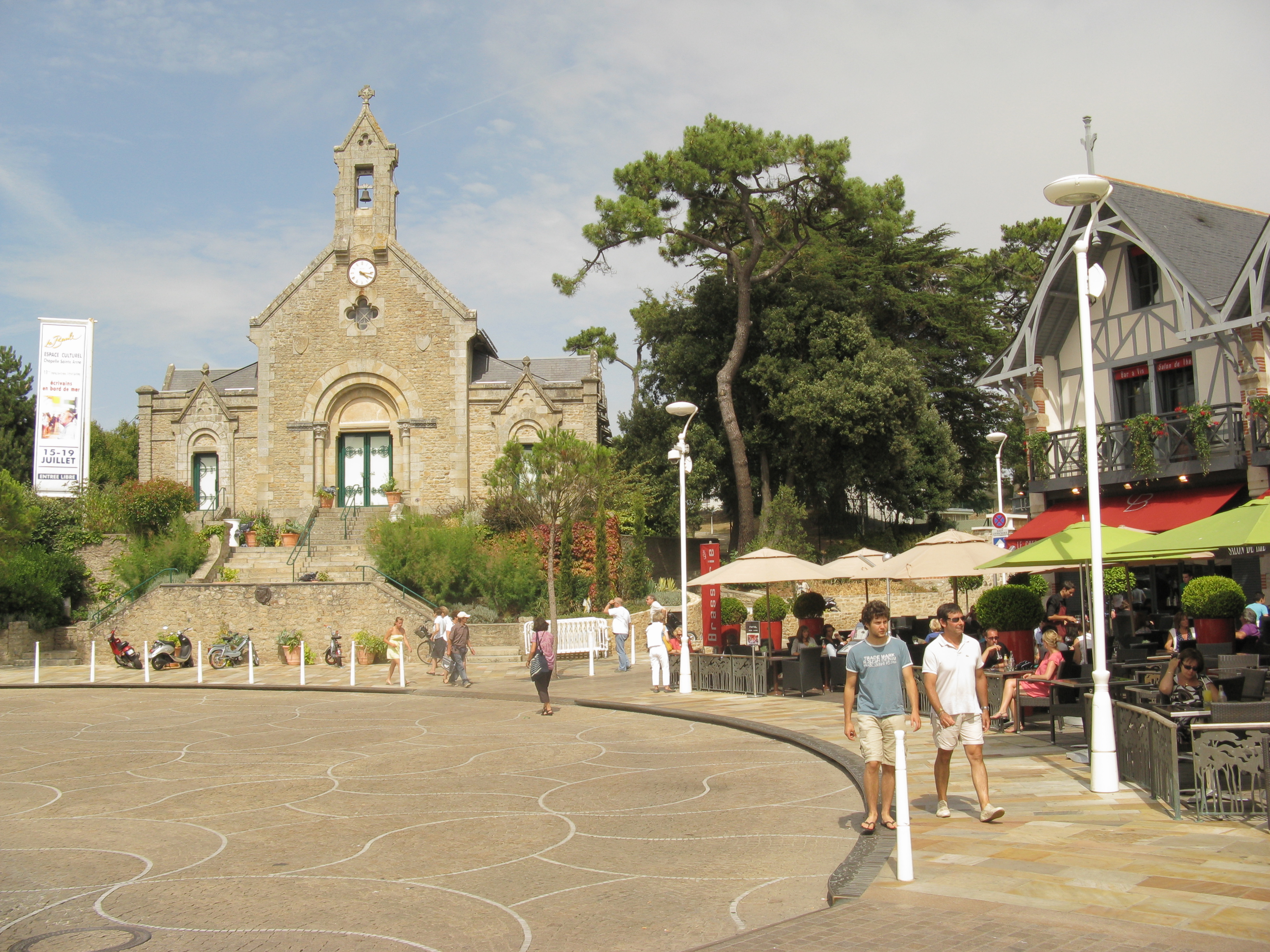
Même vue en 2009

## Réaffectation en salle d'expositions et de concerts
La commune entreprend d'importants travaux de rénovation : à l'intérieur, ne sont conservés que la tribune et la voûte en pitchpin, des vitraux contemporains sont positionnés sur les baies.
Le 2 décembre 1989, Olivier Guichard, alors député-maire de La Baule-Escoublac, inaugure la chapelle convertie en salle d'expositions et de concerts. C'est le pianiste Pascal Gillot qui y donne le premier concert. En 1989, à la suite de l'exposition Expo-Bible, la création de vitraux est confiée au peintre verrier Henri Guérin (1929-2009). En 1990, il crée 10 nouveaux vitraux en dalle de verre, posés en avant des vitrages existants.

### Salons littéraires et artistiques
Devenue un centre culturel, elle accueille chaque année des manifestations récurrentes telles que les rencontres Écrivains en bord de mer, ainsi que les salons d’automne et de printemps de la Société littéraire et artistique de La Baule.

### Expositions de crèches de Noël
Chaque année en décembre, la chapelle accueille une exposition de crèches de Noël, associant des œuvres de différentes parties du monde, et des réalisations d'artistes locaux.
Parfois le thème de l'exposition temporaire d'hiver peut changer comme en 2012-2013 : Parfums, Rêves et Féérie (du 8 décembre 2012 au 6 janvier 2013) organisée par la Ville de la Baule-Escoublac et l'association « Les enfants du parfum » (dont l'objet est de contribuer à la sauvegarde du patrimoine de la parfumerie).